# Henry, King of Navarre
Henry, King of Navarre é um filme de drama britânico de 1924, dirigido por Maurice Elvey e estrelado por Matheson Lang, Gladys Jennings e Henry Victor. Foi baseado no romance de Alexandre Dumas, filho.

## Elenco
- Matheson Lang - Henrique 4.º
- Gladys Jennings - Margarida de Valois
- Henry Victor - Duc de Guise
- Stella St. Audrie - Catarina de Médici
- Humberston Wright - Carlos XI
- Harry Agar Lyons - Pierre
- Madame d'Esterre - Jeanne d'Albert